# Francesca Woodman
Francesca Woodman (Denver, Colorado, 3 d'abril de 1958 – Nova York, 19 de gener de 1981), fou una fotògrafa estatunidenca de caràcter intimista.
La seva obra s'engloba dins l'avantguarda feminista dels anys 70. S'introduí en el món de l'art des de ben petita influïda pels seus pares. Amb només 13 anys va començar amb els seus primers treballs fotogràfics, ja adoptant un estil molt característic, fotografiant en blanc i negre, amb format quadrat, i donant prioritat a la il·luminació per, a través d'ella, aconseguir centrar l'atenció sobre un subjecte principal, i normalment únic, en l'escena.
A partir de la seva estada formativa a Roma, les seves fotografies s'aproparen al surrealisme i al futurisme, així com a la decadència, representada en les parets nues i els objectes antics que també van començar a poblar els seus treballs. El 1979 es traslladà a Nova York, on va haver de lluitar contra el fracàs a causa del constant rebuig per part d'alguns influents fotògrafs que començaren a enfonsar la seva moral. El 19 de gener de 1981, amb només 22 anys, Francesca Woodman es va suïcidar saltant per una finestra del Lower East Side de Manhattan.

## Vida i obra

### Inicis – Boulder (1958-1976)
Francesca Woodman nasqué a Denver, Colorado, el 3 d'abril de 1958. Va créixer rodejada per una família d'artistes. La seva mare, Betty Woodman, era escultora i ceramista, el seu pare, George Woodman, pintor i fotògraf i el seu germà Charlie Woodman video-artista. Durant la seva infància va viure a Boulder, tot i que, entre els anys 1965 i 1966 la família va viure durant un any a Florència. El 1968, els Woodman van comprar una casa a Antella, a la Toscana, on passarien molts estius. Va iniciar la seva formació a un institut privat de Massachusetts, i la va continuar a la Rhode Island School of Design el 1975, on va tenir com a professor el conegut fotògraf Aaron Siskind.
S'introduí en el món de l'art des de ben petita influïda pels seus pares, i entengué l'art no només com una forma de viure, sinó també com una manera de pensar. La seva primera fotografia Self-portrait at thirteen, sembla una declaració d'intencions, en la que ja es poden identificar les característiques principals de la seva obra: fotografies quadrades, en blanc i negre, amb un sol subjecte, l'ús de l'autoretrat i l'esborrament del rostre. En aquesta primera fase, predominen els espais naturals, i fa que aquests s'adhereixin al seu cos. La inspiració sembla brotar-li de dins, com si no necessités estímuls exteriors.

### Estada a Roma (1977-1978)
El 1977 va fer un intercanvi a Roma, com a part del programa European Honors al Palazzo Cenci. Aquesta estada va marcar la seva obra per sempre, ja que es va acostar als surrealistes i va conèixer a figures com Max Klinger que l'introduïren dins el simbolisme. Es va relacionar amb el grup d'artistes lligats a la galeria i llibreria Maldoror, sent l'única jove artista americana. Les seves fotografies començaren a tenir un aspecte més decadent, i es definí el seu estil amb l'ús de parets nues i espais tancats amb objectes antics. El seu treball es tornà neuròtic i mantingué l'ús del subjecte únic que remarcava a través de la il·luminació. Donà un gir a la imatge que fins llavors es tenia de la dona com a mestressa de casa, sumida en un món governat per homes.

### Trasllat a Nova York (1979-1981)
Francesca Woodman es traslladà a Nova York el 1979 per poder-se obrir camí dins el món de l'art. Va passar l'estiu amb la seva parella, Benjamin Moore, a Stanwood, Washington. Quan tornà a Nova York realitzà bona parts dels seus projectes i s'introduí dins la fotografia de moda. Va enviar dossiers a nombroses revistes de moda i diverses galeries però va haver de lluitar contra el fracàs a causa del constant rebuig per part d'alguns influents fotògrafs que començaren a enfonsar la seva moral. Tot això acompanyat per una ruptura traumàtica que la va sumir en una enorme depressió. Durant aquest període Francesca surtí de l'obscuritat artística, per exemple en sèries com les de Mirror floating down river. L'ús del mirall i els vidres semblen ser una exploració per fotografiar allò que no existeix i que tant la va turmentar. El 19 de gener de 1981, amb només 22 anys, Francesca Woodman es va suïcidar saltant per una finestra del Lower East Side de Manhattan, deixant un últim sospir: “My life at this point is like very old coffee-cup sediment and I would rather die young leaving various accomplishments, ie some work, my friendship with you, some other artefacts intact, instead of pell-mell erasing all of these delicate things”.

## Context, estil i temàtica
Francesca Woodman és una de les artistes clau per comprendre el procés d'exploració de la identitat i de la subjectivitat en l'art contemporani, mitjançant l'autoretrat, que és per excel·lència el mitjà d'exploració del propi jo; un vehicle per desvetllar el nostre estat emocional. Doncs d'una manera o l'altra, és la vida interior la que crea la necessitat artística. La fotografia de Woodman va de la mà del seu dia a dia, el seu art manté una relació constant amb la realitat. Els seus amics la descriuen com una persona amb una vitalitat exuberant, com una persona singular que entre la ironia i la desesperació fa un retrat de la seva generació, la dels 70. Els anys 70 eren una època en què no existia un moviment artístic dominant. Però el segle XX havia posat en dubte l'heterogeneïtat del coneixement, donant pas a una força alliberadora, a l'acceptació de la diferència, i obrint el món de l'art a noves perspectives on l'art de l'elit cada vegada tenia menys cabuda.
Francesca va començar a treballar en una època difícil, però a poc a poc noves maneres de fer anaren apareixent, deixant enrere els aspectes tècnics i la forma va quedar subordinada al concepte. El que va fer Woodman, va ser relacionar llenguatges, incorporant-los en les seves fotografies. No podia viure sense la poesia, així que, intentava mesclar la realitat amb el seu món utòpic i idealitzat. D'aquesta manera la seva obra és una representació cultural de dues dècades. Es passa d'una societat sorollosa a un món intemporal i íntim. En les fotografies de Woodman, el cos nu, entès com una declaració d'autenticitat, viatja a través de les habitacions. Són fotografies directament influenciades pels surrealistes, sobretot pel que fa a les regles de composició.
En l'obra de Francesca Woodman es poden trobar dos elements principals: l'espai i el temps. Mitjançant l'autoretrat, col·loca un subjecte únic, en un ambient, generalment degradat, i dona importància a les escenes domèstiques, amb elegància i poesia per sobre lo banal. Va abolir la relació artista-model així com la postura clàssica, en favor del moviment, aprofitant-se de les llargues exposicions, com si es tractés d'una transició entre lo físic i lo psicològic. Però les cares borroses són una ironia en la seva obra d'autoafirmació, ja que es fotografia a si mateixa fent-se irreconeixible. Sembla com si es tractés d'un mecanisme de defensa, es posa una màscara creant el seu propi personatge. En un principi, la seva realitat pot semblar superficial, però és molt més profunda. La fotografia de Woodman, va explorar una sèrie d'activitats artístiques paral·leles, l'emancipació de la figura femenina en l'art, el cos com un llenguatge, i la poesia que es troba a la vida quotidiana. Francesca escull com a tema el seu cos nu per mostrar lo més profund i intern de si mateixa, és el despullament de les seves obsessions, com si volgués arribar a allò que s'escapa de lo material, a allò que no es pot fotografiar. Però la seva naturalesa contradictòria la va portar al límit de l'experiència, i es va tornar en contra seva.

## Influències
La obra de Woodman presenta influències tant estatunidenques com europees i es caracteritza per ser creada en una època en què no hi ha un moviment artístic determinat. S'engloba dins de l'avantguarda feminista dels anys 70 i encaixa dins les regles de composició surrealistes. Acaba estant profundament afectada, tant pels corrents literaris, com pels purament formals d'aquest moviment. Per exemple, la influència de Man Ray i Hans Bellmer és indiscutible, sobretot pel que fa al nu, el cos amorf i la rotació desorientadora de la imatge.
En la seva estada a Roma (1977-1978), va conèixer l'obra de Max Klinger, una de les figures més influents. És fàcil observar el simbolisme en sèries com la de Angel Series (1977). A més, alguns crítics situen la pintura barroca en les seves obres per la decadència i tenebrisme de les escenes. Però de qui estava profundament encapritxada era de Deborah Turbeville, qui dominava l'escena de la moda dels anys setanta i de qui va prendre el misteri i el romanticisme.

## Crítiques i llegat
La crítica s'ha centrat sempre en l'obscuritat de les seves fotografies per trobar els elements que preconitzen el seu suïcidi. Ha tractat de desxifrar el perquè del seu rostre invisible o de l'ambient degradat a partir dels seus escrits, incidint en lo sinistre de les seves fotografies. Pocs crítics s'han centrat en la seva consciència com a dona, en la recerca del seu rol dins una estructura paternalista, a partir de l'experimentació amb el seu cos dins un espai domèstic. Crítiques com Rosalind Krauss la situen com una artista feminista que ha explorat les maneres en què les dones han estat obligades a ocultar el seu veritable jo.
La popularitat de la seva obra es deu a la gestió que realitzaren els seus pares quan va morir. S'han realitzat diverses exposicions per tot el món, s'han escrit crítiques a diaris, llibres, s'ha editat el seu diari personal, i els pares han protagonitzat un documental titulat The Woodmans. Però el culte a Francesca va molt més enllà. La seva mort prematura i el seu llegat amb més de 800 obres l'han convertit en un mite, i en les dues darreres dècades, fins i tot amb l'entrada de la fotografia digital, han sorgit un bon nombre d'artistes amb una obra clarament influïda per Woodman. Fotògrafes com Rebecca Cairns, Ellen Rogers, Lydia Roberts o Dara Scully, són tan sols exemples de l'onada que Woodman ha provocat entre les artistes més joves.

## Exposicions
Francesca Woodman va realitzar molt poques exposicions individuals en vida. Dues de les més destacades a museus són:
- 1976. Addison Gallery of American Art, Andover, EUA, març.
- 1978. Swan Song, Woods-Gerry Gallery, Rhode Island School of Design, Providence, EUA, 16/22 novembre. Llibreria Maldoror, Roma, Italia, 20/30 març.

I algunes de les col·lectivament realitzades:
- 1976. Juried Competition, Woods-Gerry Gallery, Rhode Island School of Design, Providence, EUA, març.
- 1977. Juried Competition, Woods-Gerry Gallery, Rhode Island School of Design, Providence, EUA, març. Photographs and Portraiture, Womanspace, Boulder, EUA, abril.
- 1978. Group Show, Rhode Island School of Design Gallery en Palazzo Cenci, Roma, Itàlia, maig. Cinque Giovani Artisti, Galleria Ugo Ferranti, Roma, Itàlia. 14 juny/ 31juliol.
- 1980. Beyond Photography 80, The alternative Museum, Nova York, 19 abril/17 maig (catàleg d'exposició)

Després de la seva mort s'han realitzat diverses exposicions arreu de tot el món. En bona part, gestionades pels seus pares, i gràcies a l'arxiu de més de 800 fotografies que deixà. Aquesta és una selecció de les exposicions individuals que s'han portat a terme als museus des de l'any 1986 fins al 2008:
- 1986. Francesca Woodman, Photographic Work, itinerància de l'exposició: Hunter College Art Gallery, Nova York, 13 febrer/14 març; Wellesley College Museum, Wellesley, EUA, 2 febrer/15 març 1987; UCI Fine Arts Gallery, University of California, Irvine, EUA, 2 abril/2 maig 1987; Krannet Art Museum, Champaign, EUA, 25 gener/6 març 1988 (catàleg d'exposició).
- 1989. Francesca Woodman, Photographic Work, Institute of Contemporany Art, Filadelfia, EUA, 14 desembre/28 gener 1990.
- 1992. Francesca Woodman, Photographic Arbeiten, itinerància de l'exposició: Shedhalle, Zurich, Suïssa, 31 maig/26 juliol; Westfälischer Kunstverein, Münster, Alemanya, 18 setembre/25 octubre; Kulturhuset, Estocolm, Suècia, 4 desembre 1992/7 febrer 1993; Suomen Valokuvataiteen Museu SÄÄTIÖ, Hèlsinki, Finlàndia, 26 març/28 abril 1993; DAAD Galerie, Berlín, Alemanya, 8 maig/13juny 1993; Galleri F15 Alby, Moss, Noruega, 7 agost/3octubre 1933.
- 1995. Casetti Galleria Libreria, Roma, Itàlia, 6 desembre 1995/30 juny 1996.
- 1996. Galleria Civica, Módena, Itàlia, 24 novembre 1996/9 febrer 1997 (catàleg d'exposició)
- 1998. Francesca Woodman, Fondation Cartier pour l'art contemporain, París, França, 11 abril/31 maig; itinerància de l'exposició: Kunsthal, Rótterdam, Holanda, 12 setembre/15 novembre; Centre Cultural de Belém, Lisboa, Portugal, 22 gener/15 abril 1999; The Photographer's Gallery, Londres, Regne Unit, 6 agost/18 setembre 1999; Centre Cultural TeclaSala, l'Hospitalet, Barcelona, Espanya, 11 novembre/30 març 2000; Carla Sozzani Gallery, Milà, Itàlia, 10 gener/25 febrer 2001; The Douglas Hyde Gallery, Dublín, Irlanda, 18 maig/21 juliol 2001; PhotoEspaña, Centro Cultural Conde Duque, Madrid, Espanya, 12 juny/14 juliol, 2002 (catàleg exposició).
- 2000. Francesca Woodman: Providence, Roma, Nova York. Palazzo delle Esposizioni, Roma, 2 febrer/27 març (catàleg d'exposició).
- 2003. Francesca Woodman: Phoptographs. Herbert F. Johnson Museum of Art, Cornell University, Ithaca, Nova York, 12 juliol/26 octubre (catàleg exposició)
- 2006. American Academy in Rome, Roma, 7 febrer/17 març.
- 2007. Poetry and Dream Collection Display: Francesca Woodman, Tate Modern, Londres, maig 2007/maig 2008.

La següent llista és una selecció de les exposicions col·lectives que s'han portat a terme als museus des de l'any 1988 fins al 2008:
- 1988. Identity: Representation of the Self, Whitney Museum of American Art, Downtown at Federal Reserve Plaza, Nova York, 14 desembre 1988/10f febrer 1989. Sexual Difference: Both Sides of the Camera, Wallach Art Gallery, Columbia University, Nova York, 29 març/7 maig.
- 1989. Vanishing Presence, itinerància de l'exposició: Walker Art Center, Minneapolis, EUA, 29 gener/16 abril; The Detroit Institute of Art, Detroit, EUA, 9 maig/2 juliol; Winnipeg Art Center, Winnipeg, Canadà, 27 agost/22 octubre; High Museum of Art, Atlanta, EUA, 14 novembre 1989/7 gener 1990; Herbert F.Johnson Museum of Art, Cornell University, Ithaca, 30 gener/27 març 1990; Virginia Museum of Fine Arts, Richmond, 22 abril/17 juny 1990 (catàleg exposició).
- 1992. Current 92: The Absent Body, Institute of Contemporany Art, Boston, EUA, 22 gener/22 març. Sprung in die Zeit, Museum für Moderne Kunst, Photographie und Achitektur, Berlín, Alemanya, 20 novembre 1992/17 gener 1993 (catàleg exposició).
- 1996. Inside the Visible, itinerància de l'exposició: Institute of Contemporany Art, Boston, EUA, 31 gener/12 maig; National Museum of Women in the Arts, Washington, juny/setembre; Whitechapel, Londres, Regne Unit, octubre/desembre (catàleg exposició).
- 1998. Mirror Images: Women, Surrealism and Self-Representations, itinerància de l'exposició USA: MIT, List Visual Arts Center, Cambridge.,10 abril/28 juny; Miami Art Museum, Miami, setembre/desembre; San Francisco Museum of Modern Art, San Francisco, febrer/març 1999 (catàleg exposició)
- 1999. The American Century: Art & Culture, 1950-2000, The Whitney Museum of American Art, Nova York, 23 setembre 1999/27 febrer 2000 (catàleg d'exposició)
- 2000. The Wounded Diva: Hysteria, Body, Technology in 20th Century Art, Galerie im Taxispalais, Insbruck, 3 març/7 maig; Staatliche Kunsthalle, Baden-Baden, Alemanya, 25 juny/27 agost (catàleg d'exposició).
- 2001. Relative Positions, Contemporany Arts Museum, Houston, EUA, 19 octubre/9 desembre (catàleg d'exposició).
- 2002. Hexenwahn, Deutsches Historisches Museum, Berlín, 2 maig/6 agost.
- 2003. The Disembodied Spirit, Bodoin College Art Museum, Brunswick, EUA, 25 setembre/7 desembre; Kemper Museum of Contemporany Art, Kansas City, EUA, 5 març/23 maig 2004; Austin Museum of Art, Austin, EUA, 11 setembre/28 novembre (catàleg d'exposició) After Image, The Fruitmarket Gallery, Edimburg, Regne Unit, 2 agost/2 setembre; Helsinki City Art Museum, Helsinki, 24 febrer/ 23 maig 2004; Victoria Miro Gallery, Londres, Regne Unit, 22 juny/ agost 2004.
- 2004. How do we want to be governed?, Miami Art Central, Miami, EUA, 29 novembre 2004/ 30 gener 2005 (catàleg d'exposició); Sezession, Viena, Àustria, 24 febrer/24 abril 2005; Witte de With Center for Contemporany Art, Rótterdam, 28 abril/19 juny 2005. That bodies speak has been known for a long time; Generali Foundation, Viena, 22 gener/25 abril (catàleg d'exposició).
- 2005. Indeterminate States: Video in the Ella Fontanals Cisneros Collection, CIFO, Miami, EUA, 30 novembre/3 febrer 2006 (catàleg d'exposició).
- 2006. 4th Berlin Biennial for Contemporany Art, KW Institute of Contemporany Art, Berlín, 25 març/28 maig (catàleg d'exposició). Masquerade: Representation and the Self in Contemporary Art, Museum of Contemporary Art, Sydney, Australia, 23 març/21 maig (catàleg d'exposició).
- 2007. Autoritratto/Autobiografia, Museo Handrik C. Andersen, Galleria Nazionale d'Arte Moderna, Roma, 26 octubre/20 gener 2008 (catàleg d'exposició). Ellipsis: Chantal Akerman, Lili Dujourie, Francesca Woodman, Museo Tamayo Arte Contemporáneo, Mèxic DF, Mèxic, 4 octubre/6 gener 2008; Lund Kontshall, Lund, Suècia, 9 febrer/13 abril 2008; Dundee Contemporary Arts, Dundee, RU, 23 abril/22 juny 2008 (catàleg d'exposició). Held together with Water: Art from the Sammlung Verbund, MAK, Viena, 5 maig/16 setembre; Istanbul Museum of Modern Art, Istanbul, 10 setembre 2008/11 gener /2009 (catàleg d'exposició).
- 2008. Conversations, Kettle's Yard, University of Cambridge, Cambridge, RU, 27 setembre/16 novembre. Female Trouble, Pinakothek der Moderne, Múnic, 18 juliol/26 octubre (catàleg d'exposició). Freeeway Balconies, Deutsche Guggenheim, Berlín, 5 juliol/21 setembre (catàleg d'exposició).[5]